# Saturninius Secundus Salutius
Saturninius Secundus Salutius war ein hochrangiger spätantiker römischer Beamter im 4. Jahrhundert.

## Leben
Salutius stammte aus Gallien und war hochgebildet. Er galt als ein guter Kenner der griechischen Literatur und Philosophie. Obwohl er selbst pagan war, wurde auch von christlicher Seite seine Unvoreingenommenheit gelobt.
Salutius hatte bereits verschiedene hohe Ämter bekleidet, als er, bereits in älteren Jahren, für den Caesar Julian in Gallien als Berater fungierte und in dieser Position der wichtigste zivile Helfer Julians war. 359 wurde Salutius jedoch von Kaiser Constantius II. abberufen und nach Konstantinopel geholt, wahrscheinlich mit dem Ziel, die Selbstständigkeit des jungen Caesars zu beschneiden. Nach dem Tod Constantius’ 361 und der anschließenden Machtübernahme Julians war Salutius jedoch wieder einer von dessen engsten Beratern; Ende 361 ernannte ihn der neue Kaiser zum Prätoriumspräfekten des Ostens, womit er ihn an die Spitze der Zivilverwaltung in einem großen Teil des Reichs stellte. Julian schätzte Salutius sehr und widmete ihm das Werk Hymnos auf den König Helios, in dem er gegen die Christen Stellung bezog. 
Auf seinem schlecht geplanten Feldzug gegen die Sasaniden starb Julian am 26. Juni 363, während Salutius, der den Kaiser begleitet hatte, nur knapp dem Tod entkam. Ihm wurde anschließend die Kaiserwürde angeboten, doch lehnte Salutius ab, wobei er sich auf sein Alter und seine Gebrechlichkeit berief. Daraufhin wurde Jovian, der Befehlshaber der kaiserlichen Garde, zum Kaiser erhoben. Nach dessen Tod setzte sich Salutius für Valentinian ein und bekleidete unter dessen Bruder Valens wieder das Amt eines Prätoriumspräfekten. Von Libanios wurde er für seine Unbestechlichkeit gelobt.
Salutius ist nicht mit Julians Prätoriumspräfekten für Gallien, Flavius Sallustius, zu verwechseln.

## Mögliche schriftstellerische Tätigkeit
Zahlreiche Altertumswissenschaftler identifizieren Salutius mit dem Neuplatoniker Salustios, dem Autor der griechischen Abhandlung Über die Götter und die Welt (Peri theōn kai kósmou). Gegen diese Gleichsetzung scheint der Unterschied im Namen zu sprechen; der lateinisch schreibende zeitgenössische Geschichtsschreiber Ammianus Marcellinus unterscheidet stets klar zwischen Salutius und Sallustius. In den griechischen Quellen wird der Prätoriumspräfekt jedoch Saloustios genannt, und diese Namensform ist auch für den Schriftsteller überliefert. Zur Begründung der hypothetischen Gleichsetzung wird geltend gemacht, dass der Schriftsteller die philosophischen und religiösen Interessen und Neigungen Kaiser Julians teilte, was auch auf Salutius zutrifft. Daher kommt der vorzüglich gebildete Prätoriumspräfekt als Autor einer Abhandlung in Betracht, die in die Grundlagen des spätantiken Neuplatonismus einführt und dessen pagane Weltdeutung für ein breiteres gebildetes Publikum erläutert.